# Kasteel van Orval

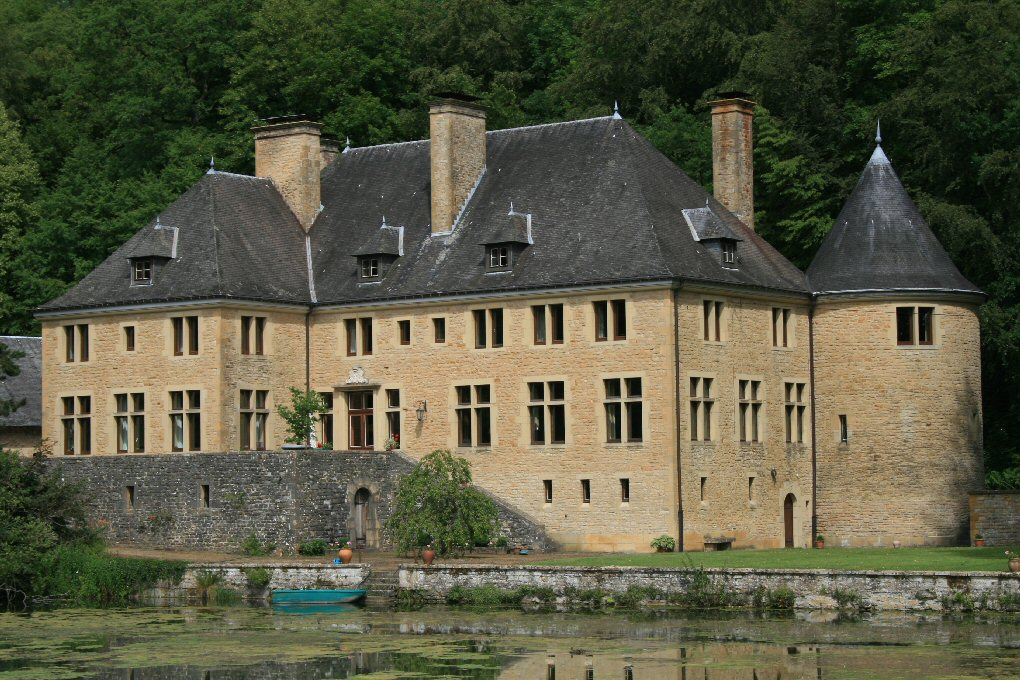
Het kasteel van Orval

Het kasteel van Orval is een kasteel in het Belgische dorp Villers-devant-Orval in de Luxemburgse stad Florenville. Het ligt nabij de abdij van Orval.

## Geschiedenis
Het kasteel van Orval werd gebouwd door de abdij van Orval en diende als woning van de abt. Na de Franse Revolutie kwam het toe aan verscheidene families. Baron François-Joseph de Loën d'Enschedé was tevens eigenaar van de abdijruïnes en renoveerde het kasteel. Later werd de familie Hoffschmidt eigenaar. Ze verhuurder het kasteel aan prins Pierre Napoleon Bonaparte, die er van 1860 tot 1862 verbleef. Bij openbare verkoop in 1887 verwierf de familie Wauters het kasteel en in 1926 erfde Marcienne Collin-Wauters het pand. Haar dochter, Noella de Hardenne, trouwde met baron Philippe d'Otreppe de Bouvette. De familie d'Otreppe de Bouvette is nog steeds eigenaar van het kasteel, dat tijdens beide wereldoorlog zwaar beschadigd werd.